# Coleosporium eupatorii
Coleosporium eupatorii är en svampart som beskrevs av Arthur 1906. Coleosporium eupatorii ingår i släktet Coleosporium och familjen Coleosporiaceae.   Inga underarter finns listade i Catalogue of Life.